# Rábaszentmihály
Rábaszentmihály é um município da Hungria, situado no condado de Győr-Moson-Sopron. Tem 10,97 km² de área e sua população em 2015 foi estimada em 485 habitantes.